# Mats Traat

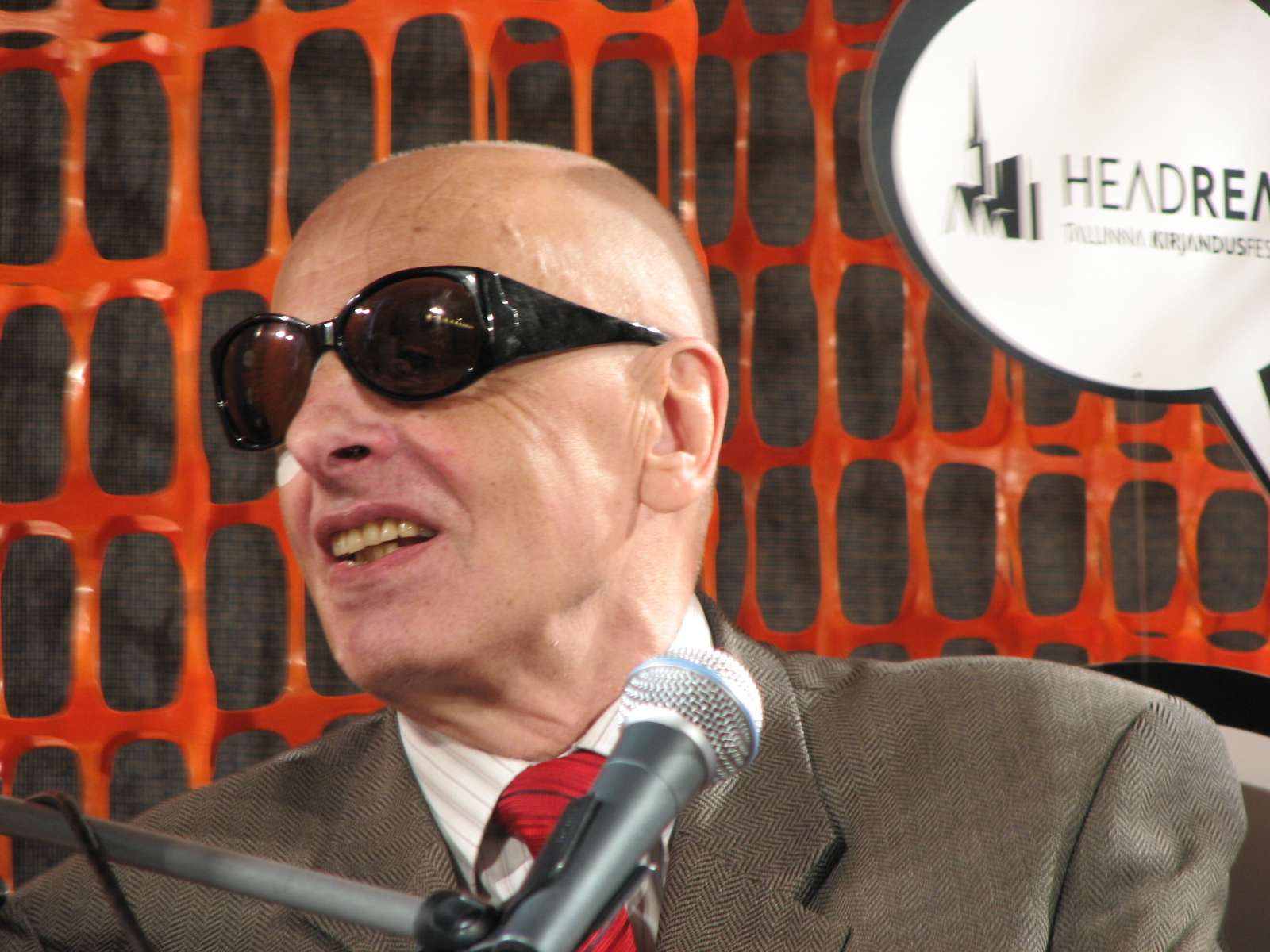
Mats Traat (2011)

Mats Traat (* 23. November 1936 in Palupera; † 27. Juni 2022) war ein estnischer Dichter, Schriftsteller und Übersetzer.

## Leben
Mats Traat schloss 1957 das Technikkolleg für Landmaschinenbau (Põllumajanduse Mehhaniseerimise Tehnikum) in Vaeküla (heute Gemeinde Sõmeru) ab. Er war danach in der Landwirtschaft tätig. Von 1959 bis 1964 studierte er am Maxim-Gorki-Literaturinstitut in Moskau. Von 1965 bis 1968 war Mats Traat Redakteur bei der staatlichen estnischen Filmproduktion Tallinnfilm. 1969 belegte er am Maxim-Gorki-Literaturinstitut Kurse in Filmregie und -dramaturgie. Seit 1970 lebte er als freiberuflicher Schriftsteller in Tallinn.

## Autor
Mats Traat war einer der produktivsten estnischen Schriftsteller der Gegenwart. Bereits seine ersten, 1962 veröffentlichten, Gedichte waren ein Erfolg. Sein Werk umfasst Prosa, Lyrik und ein Theaterstück. Daneben war er als Übersetzer aus dem Polnischen, Tschechischen und Mazedonischen tätig und schrieb an Filmdrehbüchern mit.
Mats Traat begann seine literarische Karriere mit Gedichten, die sich mit Gedanken über die Zukunft und der Stellung zur Heimat auseinandersetzen. Im Mittelpunkt steht fast immer der einfache Mensch. Grundthema seiner Prosa ist der Einfluss des ländlichen Estland auf die geschichtliche Entwicklung des estnischen Volkes. Durch die Verwendung des südestnischen Tartu-Dialekts wird das bäuerliche Milieu noch glaubhafter geschildert.

## Werke

### Romane
- "Tants aurukatla ümber" (1971)
- "Maastik õunapuu ja meierikorstnaga" (1973)
- "Pommeri aed" (1973)
- "Inger" (1975; deutsch: Inger oder das Jahr auf der Insel, 1976)
- "Türgi oad" (1977)
- "Puud olid, puud olid hellad velled" (1979)
- "Rippsild" (1980)
- "Karukell, kurvameelsuse rohi" (1982)
- "Üksi rändan" (1985)
- "Minge üles mägedele (Band I 1987, Band II 1994)
- "Hirm ja iha" (1993)

### Gedichtanthologien
- "Kandilised laulud" (1962)
- "Kaalukoda" (1966)
- "Valitud luuletused" (1979)
- "Sügislootus" (1986)
- "Ajalaulud" (1990)
- "Vastuseta" (1991)
- "Koidu kätes" (1993)
- "Kogutud Harala elulood" (2021)

### Schauspiel
- "Päike näkku" (1981)

### Novellensammlung
- "Sarviku armastus" (2007)

## Auszeichnungen
- Friedebert-Tuglas-Novellenpreis 1975
- Juhan-Smuul-Preis (Sparte Dichtung) 1976
- Juhan-Liiv-Preis 1992
- Virumaa-Literaturpreis 1993
- Hendrik-Adamson-Preis für Dialektdichtung 1994
- Friedebert-Tuglas-Novellenpreis 1996
- Anton-Hansen-Tammsaare-Romanpreis 1998
- Orden des weißen Sterns III. Klasse (2001)
- Friedebert-Tuglas-Novellenpreis 2002
- Virumaa-Literaturpreis 2002
- Jahrespreis des Estnischen Kulturkapitals (Sparte Prosa) 2006
- Friedebert-Tuglas-Novellenpreis 2007
- Jahrespreis des Estnischen Kulturkapitals 2010
- Eduard-Vilde-Literaturpreis 2011
- Jaan-Kross-Literaturpreis 2011

## Deutsche Übersetzungen
Seit Ende der 1960er Jahre sind einzelne Gedichtübersetzungen in der Zeitschrift Sowjetliteratur erschienen, eine Auswahl seiner „Haraler Lebensläufte“ in der Übersetzung von Gisbert Jänicke findet sich in: Estonia 2/1994, S. 28–37
Als eigenständige Buchveröffentlichung liegt vor:
- Inger oder Das Jahr auf der Insel. Roman. Aus dem Estnischen von Siegfried Behrsing. Berlin: Verlag Volk und Welt 1976. 253 S.

In den Bereich der Privatpublikation fällt das folgende Büchlein:
- Hellenormer Abende. Übersetzt von Andres Niitepõld. Ergänzt und herausgegeben von Odert Lackschéwitz. Luoma: Eigenverlag von Odert Lackschéwitz 1997. 52 S. (50 handnummerierte Exemplare)

Erzählungen von Traat sind in diversen Anthologien und Zeitschriften erschienen
- Der Schloßberg. Übersetzt von Viktor Sepp, in: Der letzte Strandräuber. Estnische Erzählungen aus sieben Jahrzehnten. Ausgewählt von Alexander Baer, Welta Ehlert, Nikolai Sillat. Berlin: Volk und Welt 1975, S. 385–407.
- Rosen und Kaffee. Übersetzt von Aivo Kaidja, in: Estnische Novellen. Ausgewählt von Endel Sõgel. Tallinn: Perioodika 1979, S. 399–408.
- Die Kaffeebohnen. Übersetzt von Welta Ehlert (aus dem Russischen), in: Arithmetik der Liebe. Hrsg. von Nadeshda Ludwig. Berlin: Verlag Tribüne 1980, S. 167–252; ²1981, S. 173–238.
- Der Umzug. Übersetzt von Iris Réthy, in: Estonia 3/1987, S. 100–108; 4/1987, S. 160–167.
- Das Wasserrad. Übersetzt von Irja Grönholm, in: Trugbilder. Moderne estnische Erzählungen. Frankfurt/M.: dipa 1991, S. 75–87.